# Ramón Ross
Ramón Ross (ca. 1958) es un pelotari argentino ganador de dos medallas de oro en los Campeonatos Mundiales de Pelota Vasca y una medalla de oro en los Juegos Olímpicos de Barcelona 1992, donde se incluyó a la pelota vasca como deporte de exhibición. Ross se distingue por su dominio de la pelota goma, disciplina característica de la pelota vasca en Argentina, formando pareja con su hermano Eduardo Ross, con quien ganó la medalla de oro en la especialidad de paleta goma en trinquete, en Cuba 1990. Obtuvo también dos medallas de oro en los Juegos Panamericanos de 1995 en Mar del Plata, donde la pelota vasca fue incluida entre los deportes oficiales. Recibió el Premio Konex 1990 como uno de los 5 mejores pelotaris de la década en Argentina.

## Palmarés

### Campeón mundial
- 1982: trinquete, paleta goma (México)
- 1990: trinquete, paleta goma (Cuba)

### Juegos Olímpicos de Barcelona 1992 (deporte exhibición)
- Paleta goma en trinquete: medalla de oro

### Juegos Panamericanos
- 1995, Mar del Plata: paleta goma en frontón; medalla de oro
- 1995, Mar del Plata: paleta goma en trinquete; medalla de plata

### Campeonato Panamericano de Pelota Vasca
- 1993 (La Habana): paleta goma en trinquete; medalla de oro